# En directo (álbum de Inti-Illimani)
En directo es el primer álbum en directo oficial de la banda chilena Inti-Illimani, lanzado originalmente como un LP en 1980.
Este álbum fue grabado en una gira en Italia y lanzado en el mismo país, donde vivieron los integrantes de la banda durante años, luego de su exilio de Chile producto del Golpe de Estado de 1973.
El álbum habla acerca del darse cuenta de que su exilio en Europa podría ser más que sólo pasajero. La carátula del álbum contiene la siguiente dedicación:

«Questo è un disco dedicato a questi anni che ci hanno visto vivere come ninfee, galleggianti tra la nostalgia e la certezza della nostra transitorietà... che diventa permanente.»
(«Este es un álbum dedicado a estos años que nos han visto vivir como lirios de agua, flotando entre la nostalgia y la certeza de nuestra fugacidad ... que se convierte en permanente.»)

## Lista de canciones[3]
| Lado A |                            |                              |          |  |
| N.º    | Título                     | Escritor(es)                 | Duración |  |
| 1.     | «El aparecido»             | Víctor Jara                  |          |  |
| 2.     | «Ramis»                    | Augusto Portugal Vidangos    |          |  |
| 3.     | «Mis llamitas»             | Ernesto Cavour               |          |  |
| 4.     | «Señora chichera»          | popular boliviana            |          |  |
| 5.     | «Y arriba quemando el sol» | Violeta Parra                |          |  |
| 6.     | «Tío Caimán»               | Carlos Francisco Chang Marín |          |  |

| Lado B |                                      |                              |          |  |
| N.º    | Título                               | Escritor(es)                 | Duración |  |
| 1.     | «Alturas»                            | Horacio Salinas              |          |  |
| 2.     | «Simón Bolívar»                      | Rubén Lena, Isidro Contreras |          |  |
| 3.     | «Longuita»                           | popular ecuatoriana          |          |  |
| 4.     | «Ya parte el galgo terrible»         | Pablo Neruda, Sergio Ortega  |          |  |
| 5.     | «Samba landó»                        | Manns, Salinas, Seves        |          |  |
| 6.     | «El pueblo unido jamás será vencido» | Sergio Ortega                |          |  |

## Créditos
Inti-Illimani
- Max Berrú: guitarra, percusión.
- Marcelo Coulón: guitarra, quena, sicu, guitarrón, flauta traversa.
- Jorge Coulón: guitarra, tiple colombiano, sicu, rondador, arpa.
- Horacio Durán: charango, guitarra, cuatro venezolano, tiple colombiano, violín.
- Horacio Salinas: guitarra, charango, sicu, cuatro venezolano, tiple colombiano.
- José Seves: guitarra, charango, quena, percusión, sicu.

Colaboración
- Alessandro Branco: foto de cubierta